# Кузнецово (присілок, Дмитровський міський округ)
Кузнецо́во (рос. Кузнецово) — присілок у складі Дмитровського міського округу Московської області, Росія.

## Населення
Населення — 23 особи (2010; 15 у 2002).
Національний склад (станом на 2002 рік):
- росіяни — 100 %